# Leśny Park Niespodzianek
Leśny Park Niespodzianek, tj. česky Lesní park překvapení, je malá zoologická zahrada a lesopark, založená roku 2002 v lázeňském městě Ustroń v okrese Těšín ve Slezském vojvodství v jižním Polsku. Nachází se na svahu hory Równica, na pravém břehu potoka Skalica, ve Slezských Beskydech, na ploše 15 ha.

## Popis lesního parku
V lesním parku jsou k vidění jelen evropský (Cervus elaphus), zubr evropský (Bison bonasus), Muflon evropský (Ovis gmelini musimon), Daněk evropský (Dama dama), Alpaka (Vicugna vicigna f. pacos), prase divoké (Sus scrofa), Orel bělohlavý (Haliaeetus leucocephalus), Orel stepní (Aquila nipalensis), Káně lesní (Buteo buteo), sovy, Kočka divoká (Felis silvestris), psík mývalovitý (Nyctereutes procyonoides) aj. Park je především známý předváděním letových ukázek dravých ptáků a sov sokolníky. Pro děti je připravena pohádková alej se statickými a pohyblivými postavami 11 oblíbených pohádek. V areálu se také nachází naučná stezka a edukační centrum s výstavou živočichů, rostlin, hub a loveckých trofejí. Místo je celoročně přístupné a vstup je zpoplatněn.

## Galerie

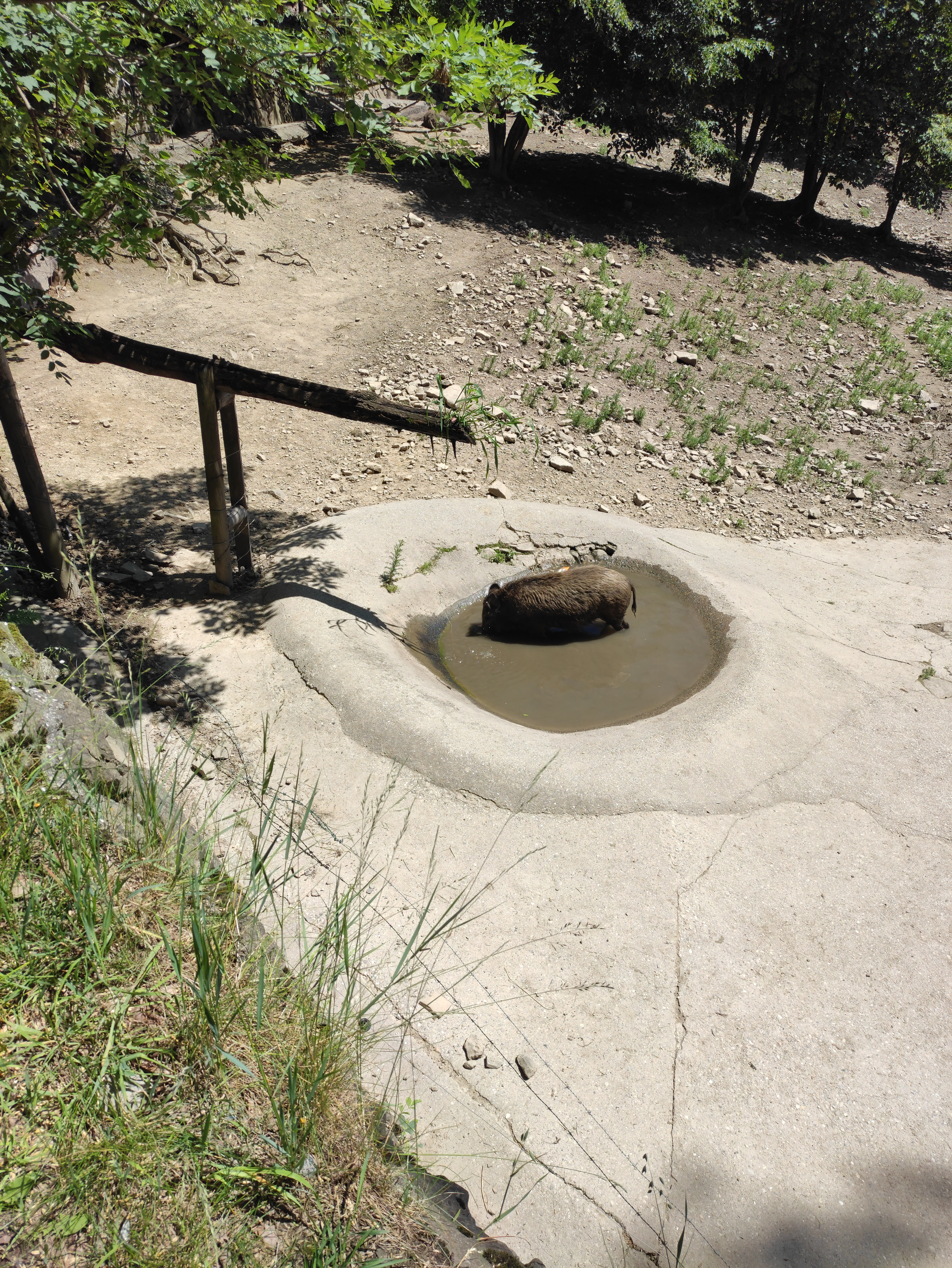
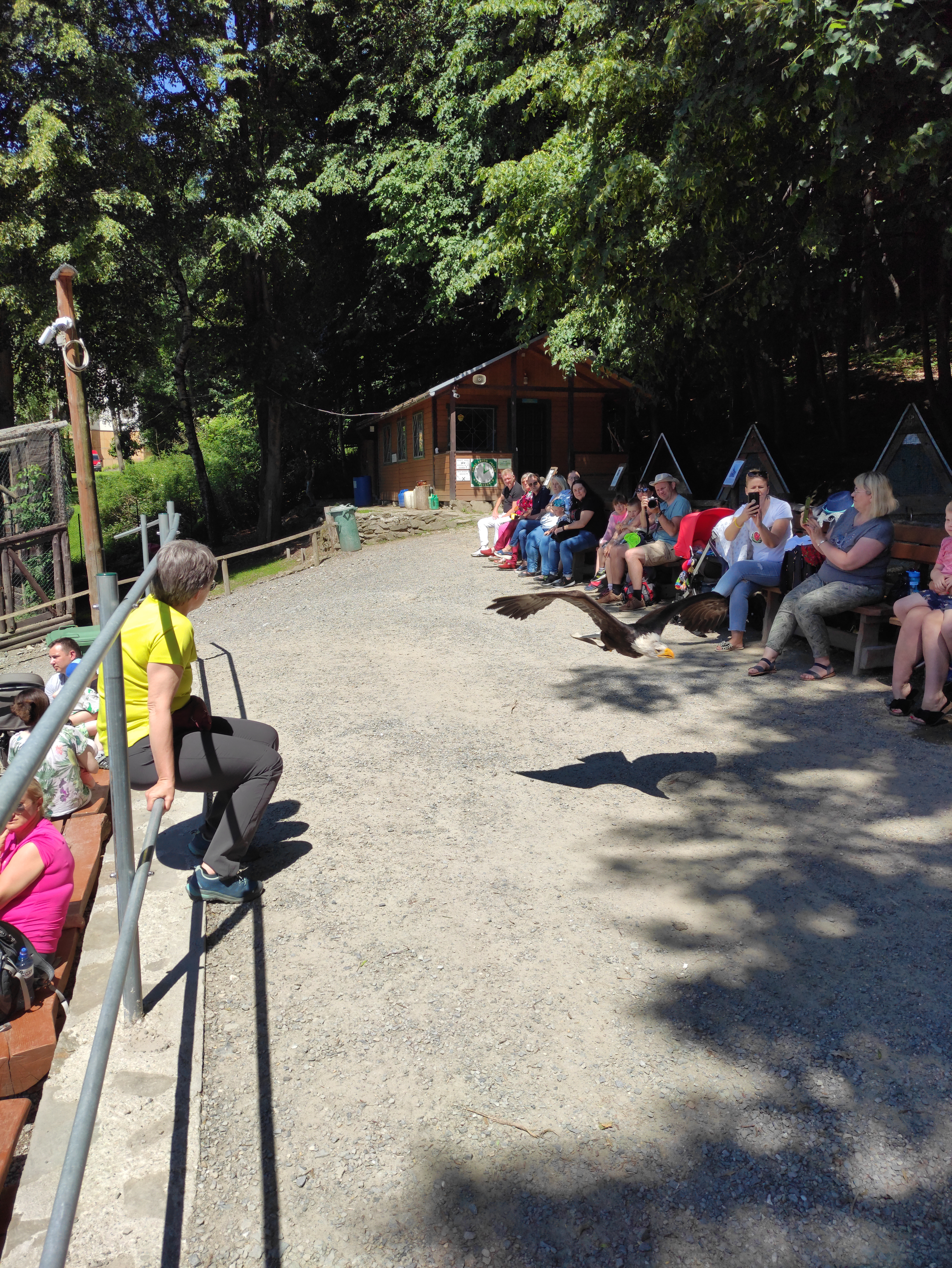
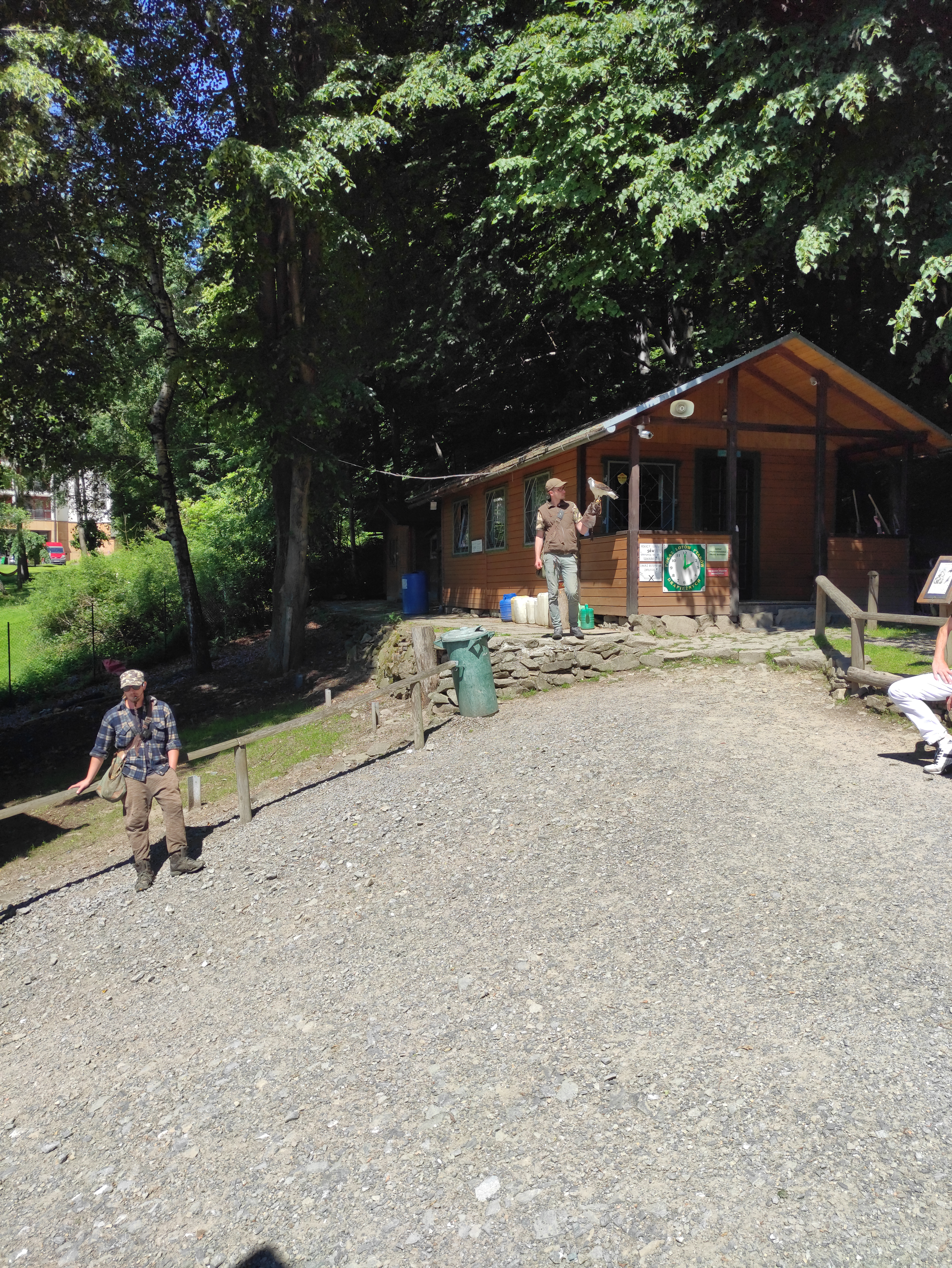
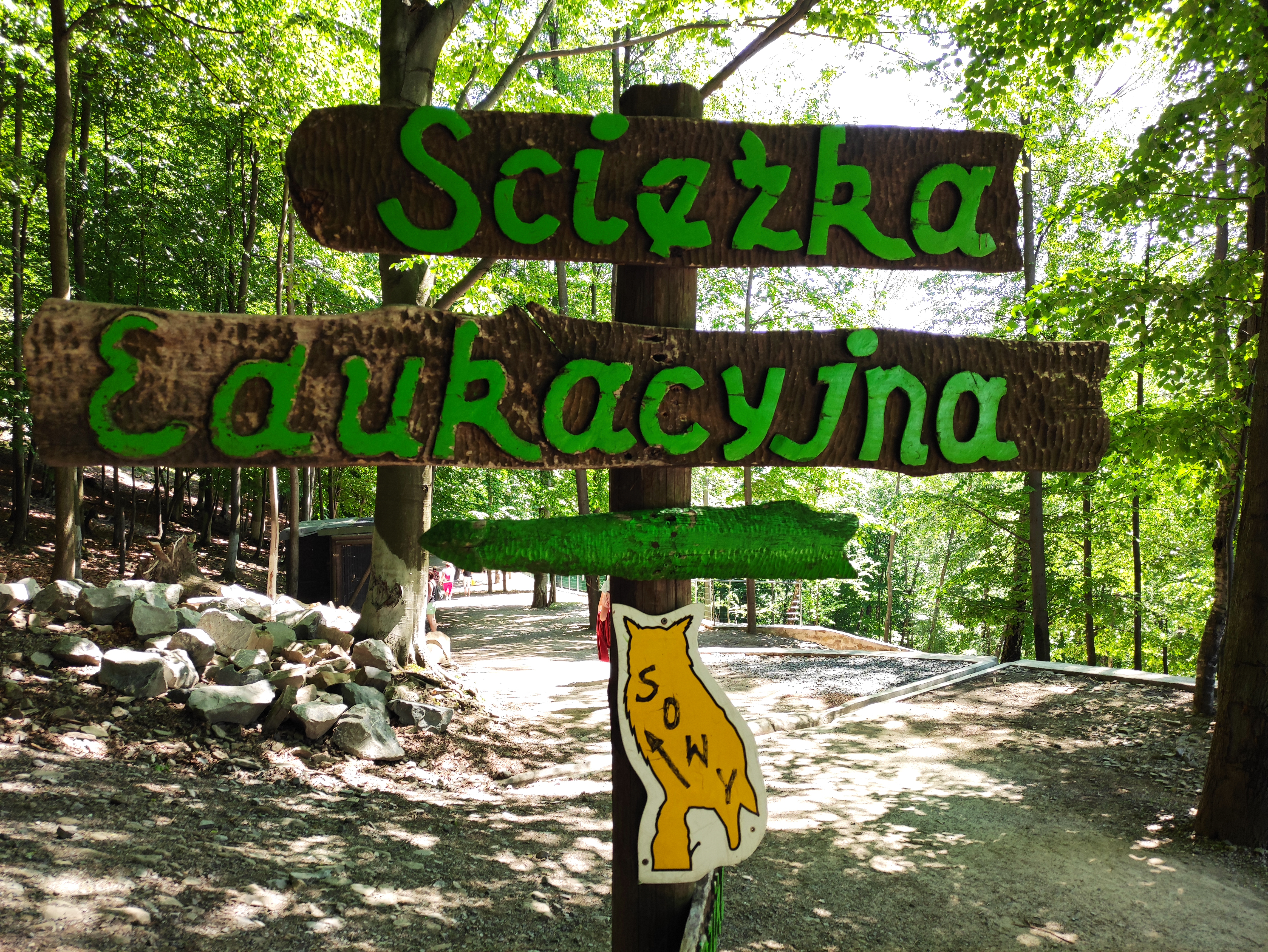
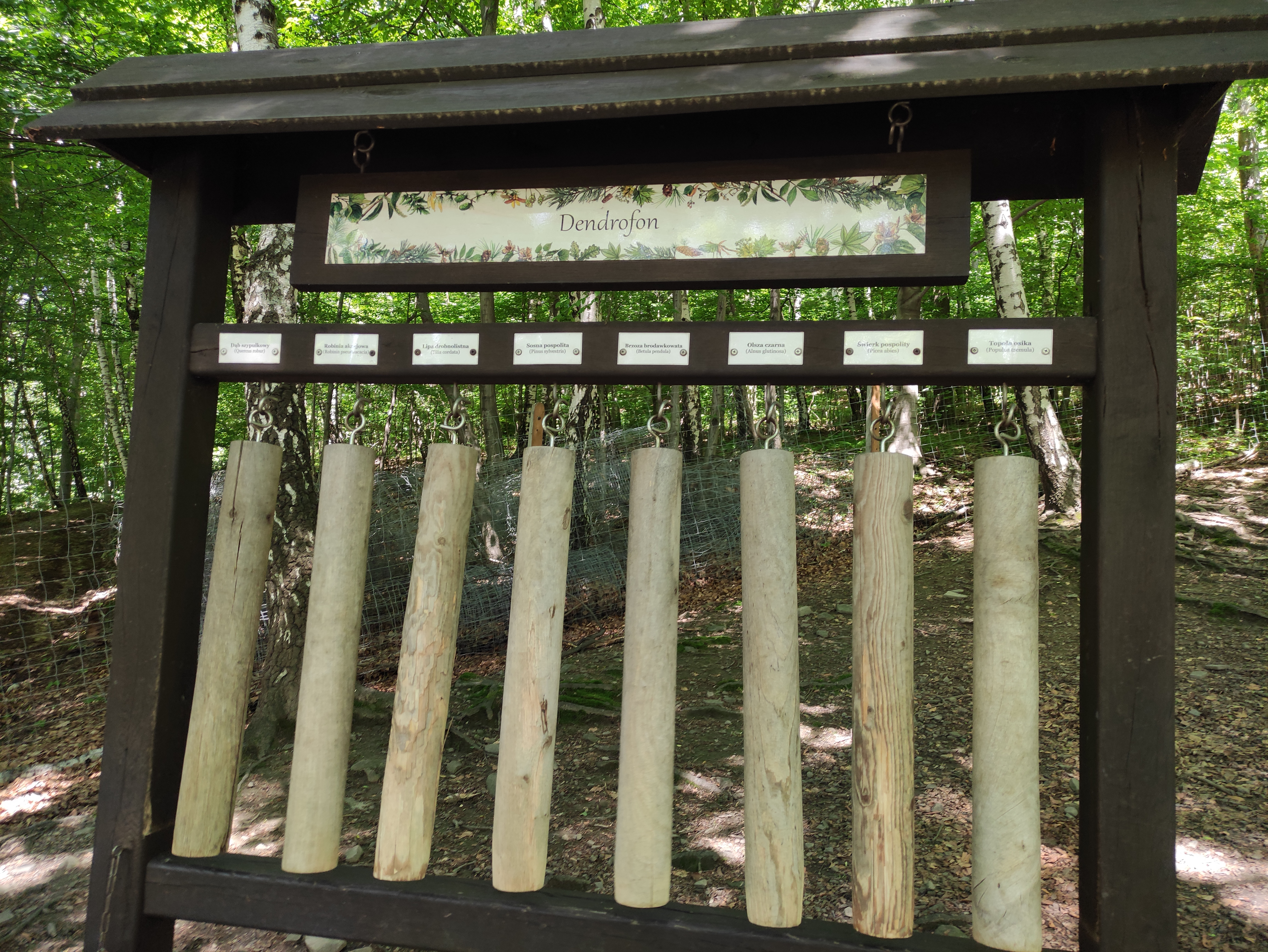
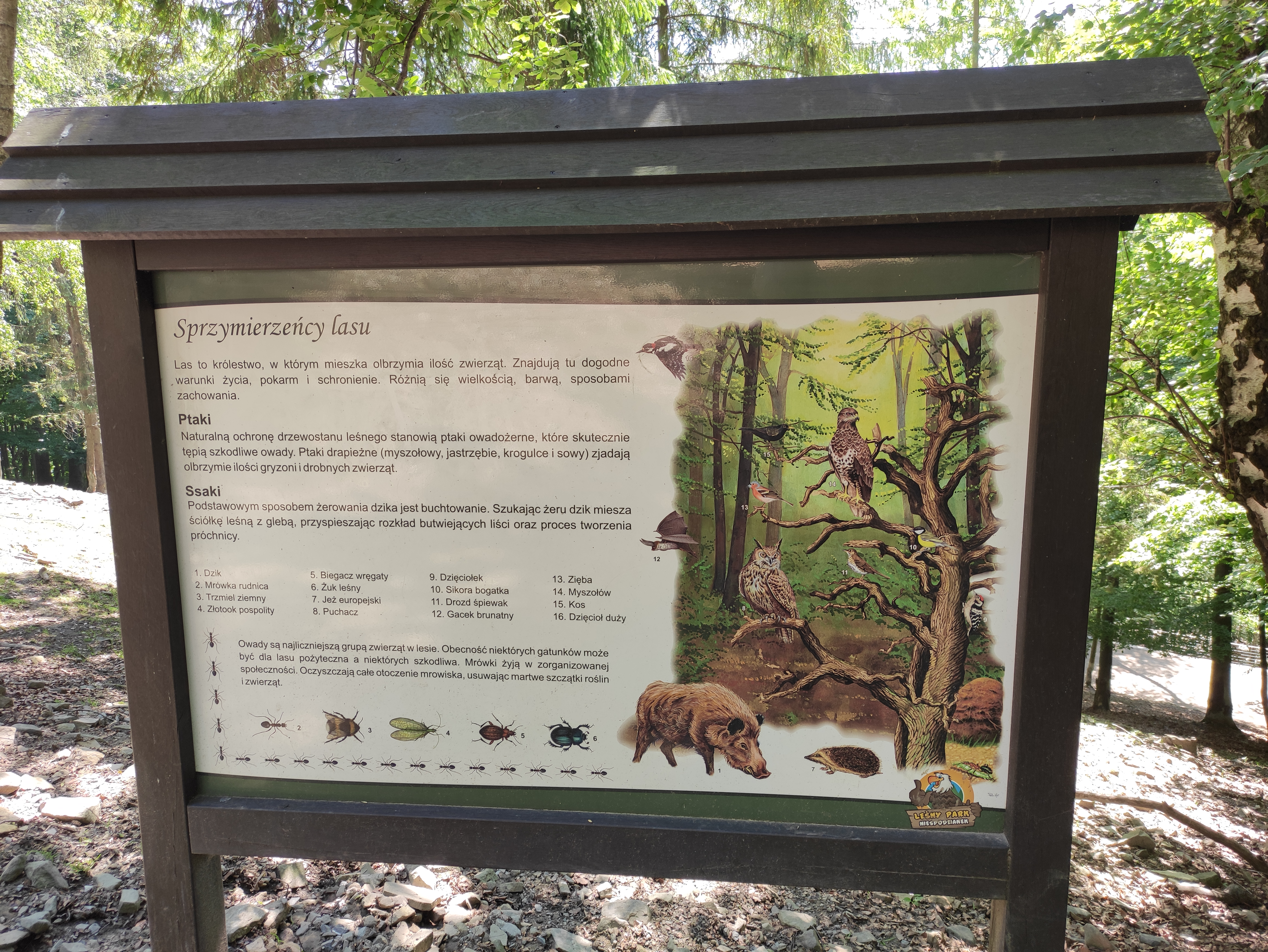
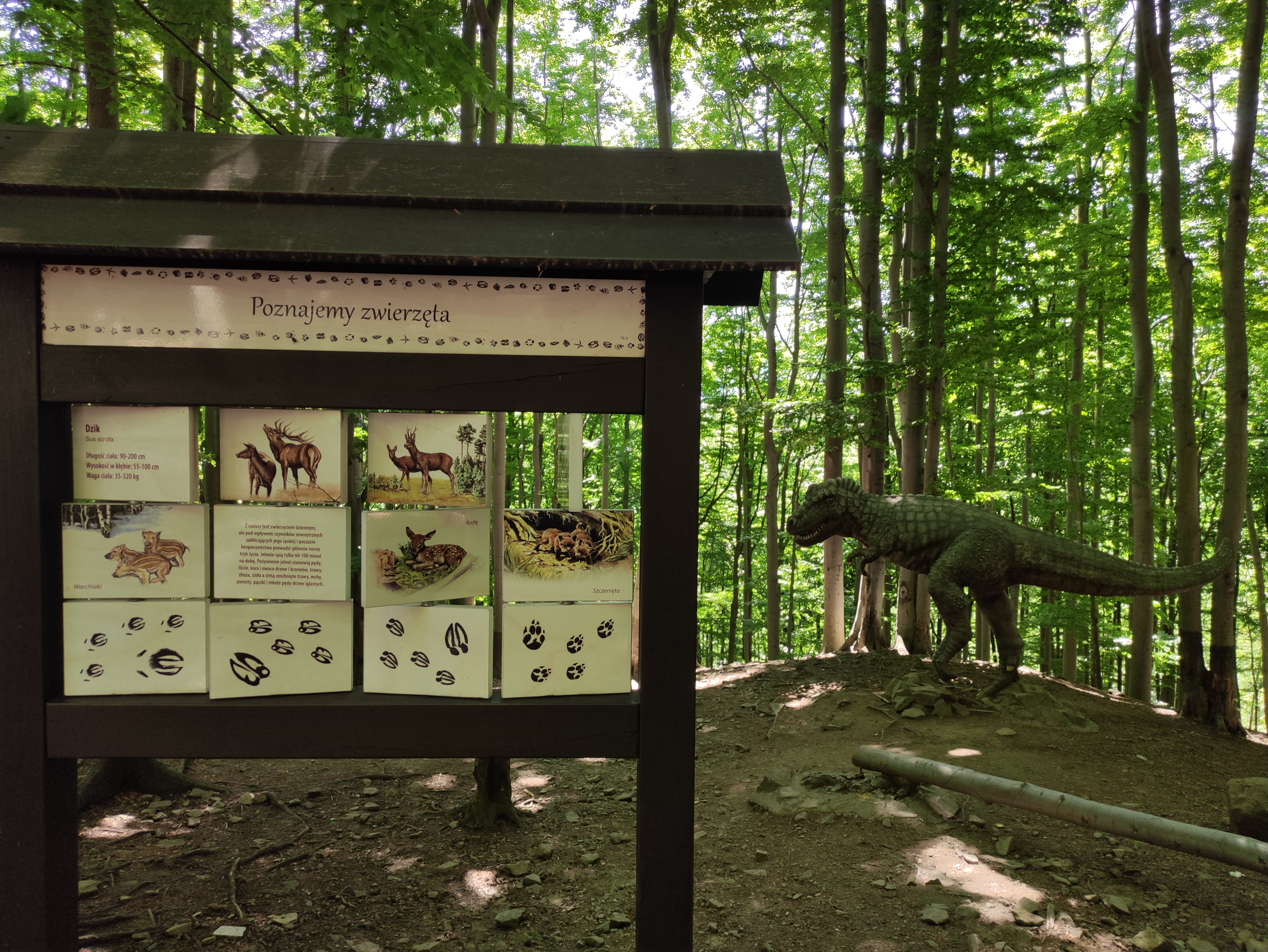
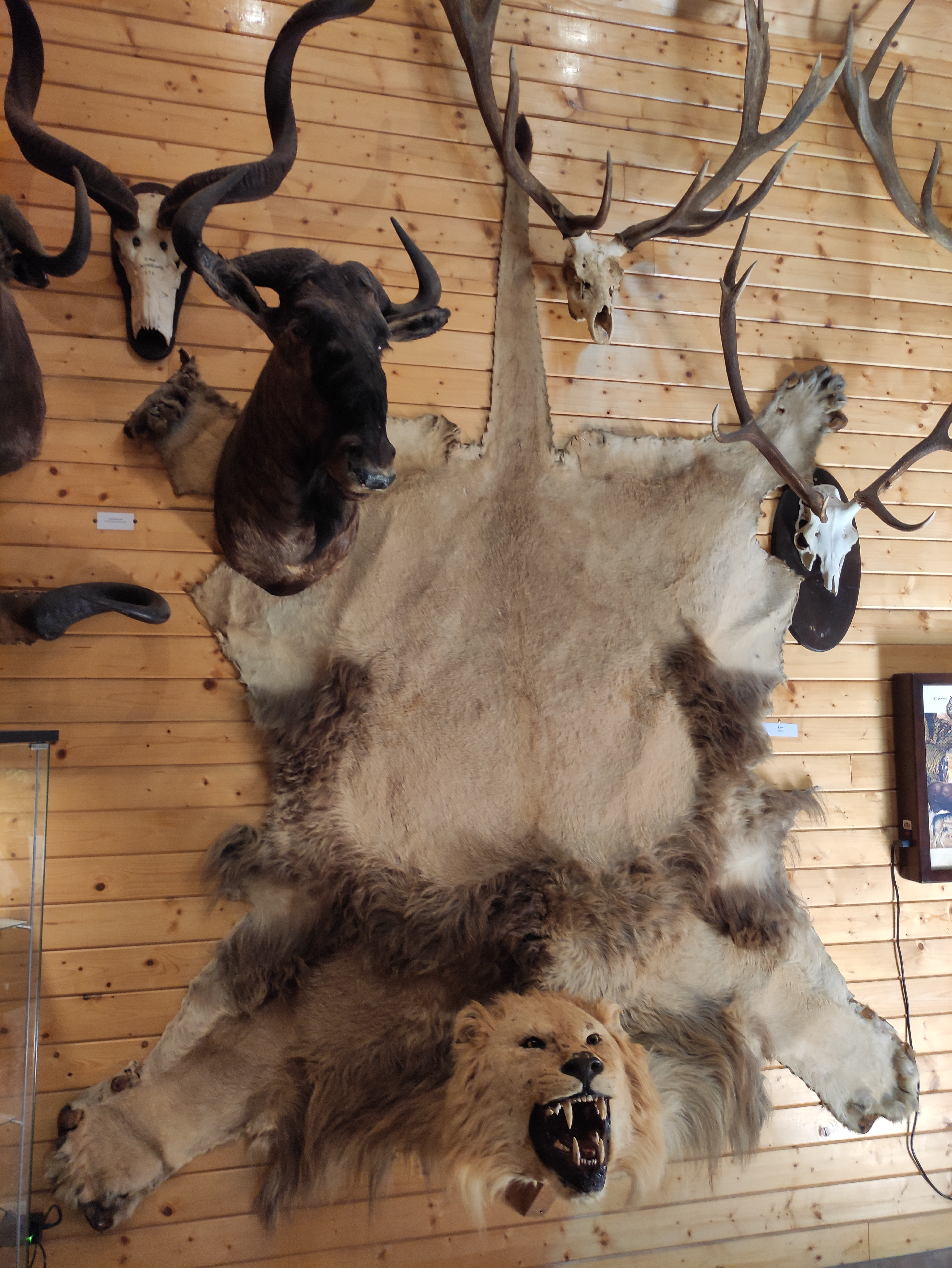
Interiéry budov
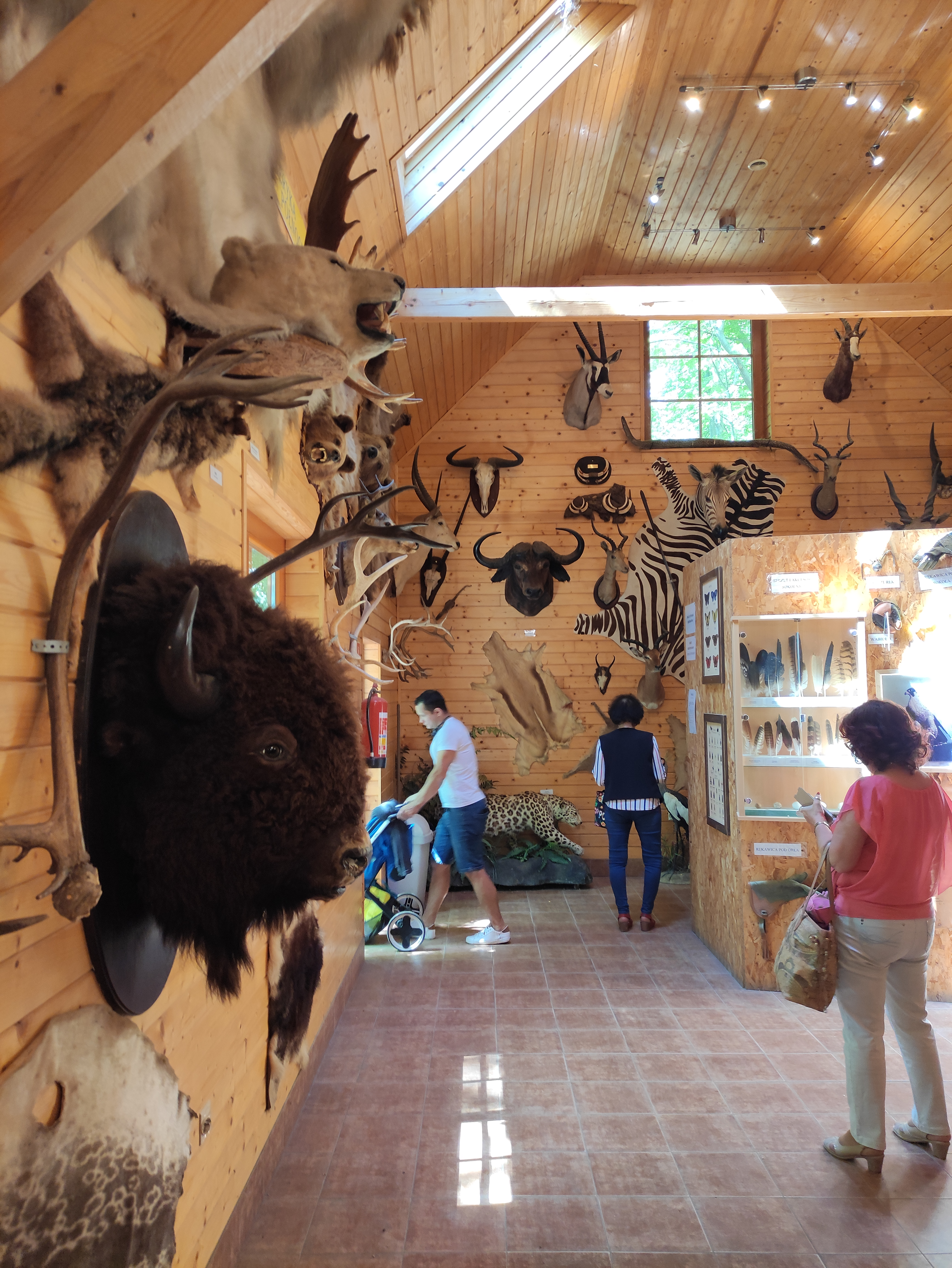
Interiéry budov
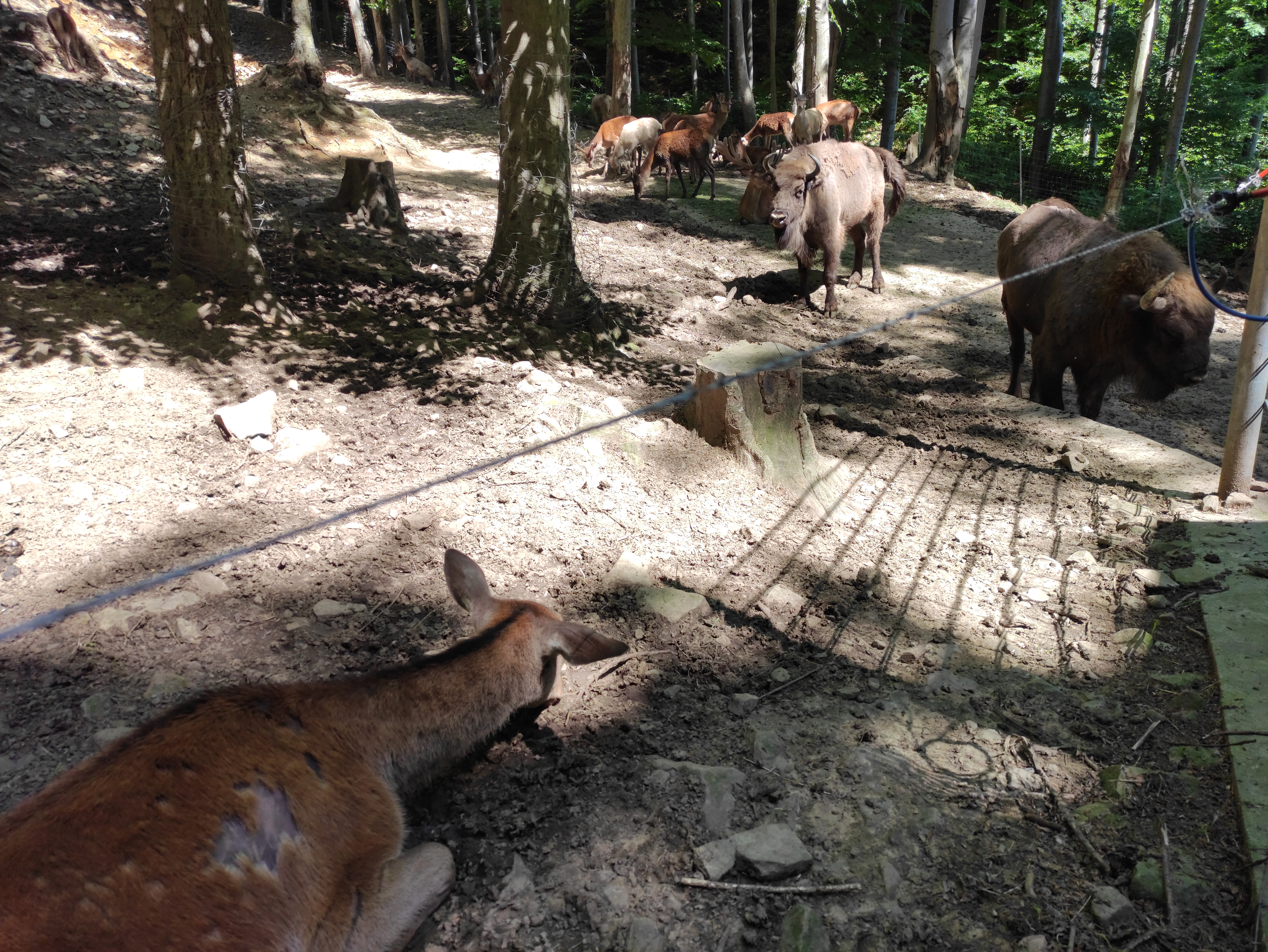
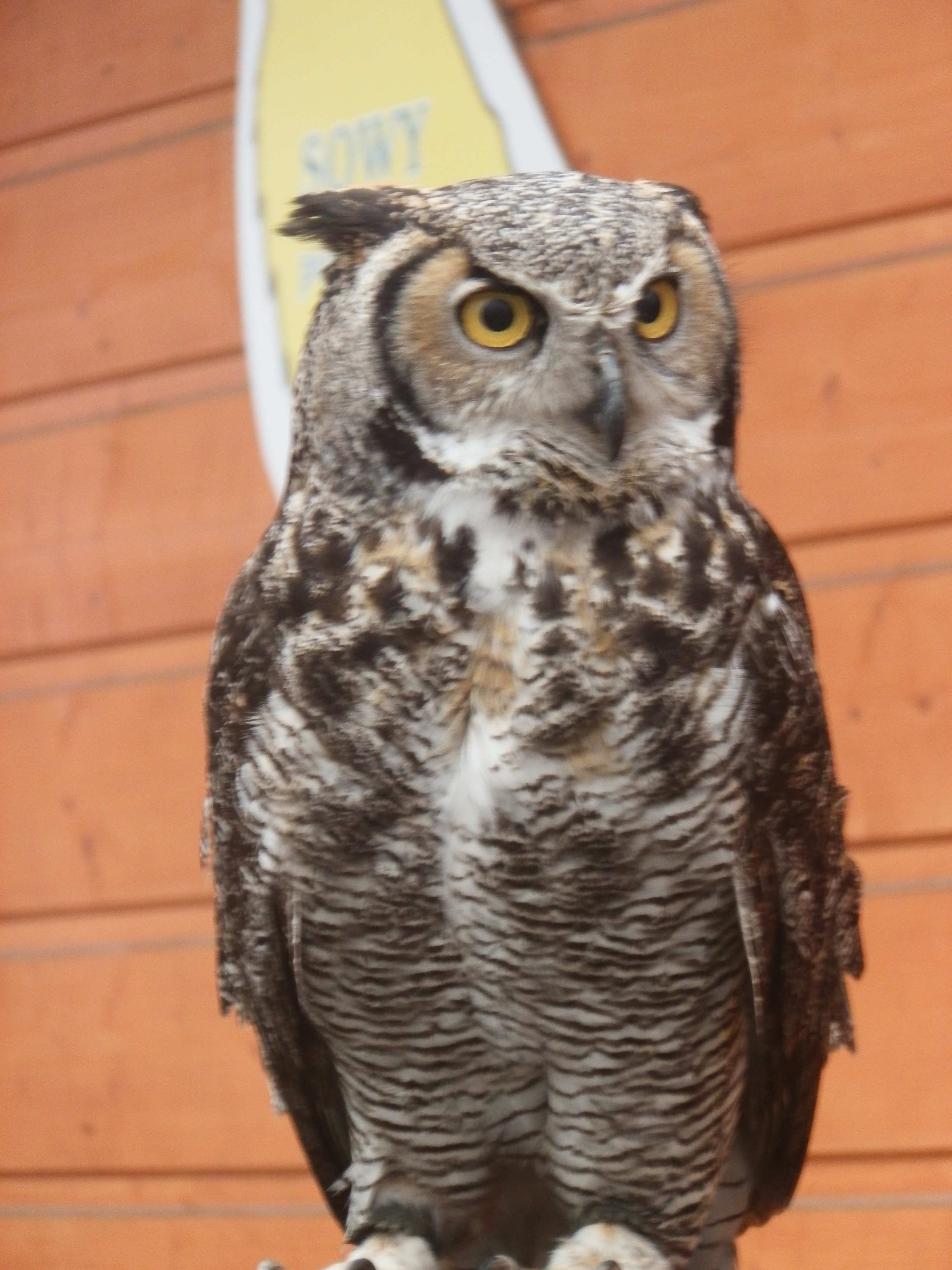